# Inégalités maximales de Doob
 (avril 2024).
En mathématiques, les inégalités maximales de Doob sont un résultat de l'étude des processus stochastiques. Elles donnent une limite à la probabilité qu'une sous-martingale dépasse une valeur donnée sur un intervalle de temps donné.

## Enoncé
Soit {\displaystyle M_{n}} une martingale, {\displaystyle |M_{n}|} est alors une sous-martingale positive. On se restreint désormais à ce cadre.
On note {\displaystyle M_{n}^{*}=\sup _{0\leq k\leq n}M_{k}}, l'inégalité maximale de Doob se formule :
{\displaystyle \forall a\in \mathbb {R} _{+}^{*},\mathbb {P} (M_{n}^{*}\geq a)\leq {\frac {\mathbb {E} [M_{n}]}{a}}}
D'autres résultats peuvent être dérivés pour les variables {\displaystyle L^{p}}.

## Démonstration
Soit {\displaystyle T} le temps d'arrêt {\displaystyle \min\{k\in \mathbb {N} |M_{k}\geq a\}}
On décompose :
{\displaystyle \mathbb {E} [M_{T\land n}]=\mathbb {E} [\sum _{0\leq k\leq n}M_{k}\mathbb {1} _{T=k}+M_{T\land n}\mathbb {1} _{T>n}]\geq a\mathbb {P} [M_{n}^{*}>a]+\mathbb {E} [M_{T\land n}\mathbb {1} _{T>n}]}
Puis : {\displaystyle a\mathbb {P} [M_{n}^{*}>a]\leq \mathbb {E} [M_{T\land n}\mathbb {1} _{T\leq n}]=\mathbb {E} [M_{T\land n}]}
Le théorème d'arrêt de Doob appliqué aux temps d'arrêts {\displaystyle T\land n\leq n} garantit {\displaystyle \mathbb {E} [M_{T\land n}]\leq \mathbb {E} [M_{n}]}
Finalement :
{\displaystyle \mathbb {P} [M_{n}^{*}>a]\leq {\frac {\mathbb {E} [M_{n}]}{a}}}